# Adolfo Esparza
Adolfo Alejandro Esparza Tapia (Santiago, Chile, 21 de mayo de 1969) es un exfutbolista chileno que jugaba como delantero.

## Trayectoria
Oriundo de Santiago, es un producto de las divisiones inferiores de Universidad Católica, donde comenzó su carrera profesional en 1989. Para la temporada 1990 firmó por Deportes Iquique y 1991 por Cobresal, ambos de la Primera División. En 1992 pasó a defender la camiseta de Rangers en la Primera B. Para 1993, pasó a jugar para Coquimbo Unido, en donde estuvo por 4 temporadas.
Entre 1997 y 1999, regresó a la Primera B, defendiendo las camisetas de O'Higgins, Everton y Deportes Linares. En el año 2000, el delantero volvió a la división de oro del fútbol chileno fichando por Provincial Osorno, club en que termina su carrera como futbolista profesional a fines de dicha temporada.
Tras su retiro del fútbol se graduó como educador de párvulos, gracias a un programa de la Fundación Integra, institución estatal chilena. Se ha desempeñado como conductor del programa Jardín Sobre Ruedas en la Región de O'Higgins, cuyo fin es entregar educación a niños que vivan alejados de las ciudades.  Anteriormente, se tituló como profesor de educación física en el Instituto AIEP.
En el fútbol, trabajó como entrenador en la Escuela de Fútbol de Universidad Católica en la ciudad de Coltauco.

## Selección nacional
Representó a la Selección chilena sub-20 en el Sudamericano sub-20 de 1988. La Roja quedó eliminada en primera fase.

### Participaciones en sudamericanos
| Torneo                      | Sede      | Resultado     |
| --------------------------- | --------- | ------------- |
| Sudamericano Sub-20 de 1988 | Argentina | Primera Ronda |

## Clubes
| Club                            | País  | Año       |
| ------------------------------- | ----- | --------- |
| Universidad Católica            | Chile | 1989-1990 |
| → Municipal Las Condes (cedido) | Chile | 1989      |
| Deportes Iquique                | Chile | 1990      |
| Cobresal                        | Chile | 1991      |
| Rangers                         | Chile | 1992      |
| Coquimbo Unido                  | Chile | 1993-1996 |
| Unión San Felipe                | Chile | 1996      |
| O'Higgins                       | Chile | 1997      |
| Everton                         | Chile | 1998      |
| Deportes Linares                | Chile | 1999      |
| Provincial Osorno               | Chile | 2000      |